# Bart Howard
Bart Howard, nome artístico de Howard Joseph Gustafson (1 de junho de 1915 – 21 de fevereiro de 2004) foi um compositor e escritor norte-americano. Criador do famoso tema de jazz "Fly Me To The Moon" que foi interpretada pelos populares músicos como, Bobby Womack, Frank Sinatra, Tony Bennett, Ella Fitzgerald, Nancy Wilson, Della Reese, Diana Krall, June Christy, Astrud Gilberto.
Howard nasceu em Burlington, Iowa. Ele começou sua carreira com 16 anos de idade e acompanhou como pianista músicos de jazz como, Mabel Mercer, Johnny Mathis e Eartha Kitt.
"Fly Me To the Moon" foi cantada pela primeira vez em 1954 por Felicia Sanders no clube Blue Angel, em Manhattan.
Em 1999, Bart Howard foi introduzido o Songwriters Hall of Fame.
Algumas de suas composições famosas ao longo de sua carreira são: "Fly Me To The Moon (In Other Words)", "Let Me Love You", "Don't Dream Of Anybody But Me", "The Man In The Looking Glass", entre outros.
Ele morreu aos 88 anos, na cidade de Carmel, interior do estado de Nova Iorque.